# Alberto Tarantini
Alberto César Tarantini (ur. 3 grudnia 1955 w Buenos Aires) – były argentyński piłkarz grający jako lewy obrońca.
Nazywany Conejo (Królik).

## Kariera klubowa
Wychowywał się w juniorskich drużynach Boca Juniors - w pierwszym zespole debiutował w 1973. W barwach Boca dwukrotnie zostawał mistrzem Argentyny (w 1976), a w 1977 zdobył Copa Libertadores, najbardziej prestiżowe trofeum piłkarskie w Południowej Ameryce. W 1978, po konflikcie z kierownictwem Boca Juniors, przez pewien czas pozostawał bez klubu. Po MŚ 78 trafił do Birmingham City, w Anglii spędził jednak tylko sezon - w następnym roku był już piłkarzem Talleres Cordoba. Od 1980 przez trzy lata był zawodnikiem River Plate (dwa tytuły mistrzowskie). Grał także we Francji (SC Bastia, Toulouse FC), karierę kończył w szwajcarskim St. Gallen (1989).

## Kariera reprezentacyjna
W reprezentacji Argentyny w latach 1974–1982 rozegrał 61 spotkań (1 gol).
Zagrał we wszystkich meczach Argentyny w dwóch kolejnych edycjach finałowych MŚ (78 i 82).

## Sukcesy

### Klubowe
Boca Juniors
- Primera División: Nacional 1976, Metropolitano 1976
- Copa Libertadores: 1977

River Plate
- Primera División: Metropolitano 1980, Nacional 1981

### Reprezentacyjne
Argentyna
- Złoty medal Mistrzostw Świata: 1978